# Salome Kruschelnytska

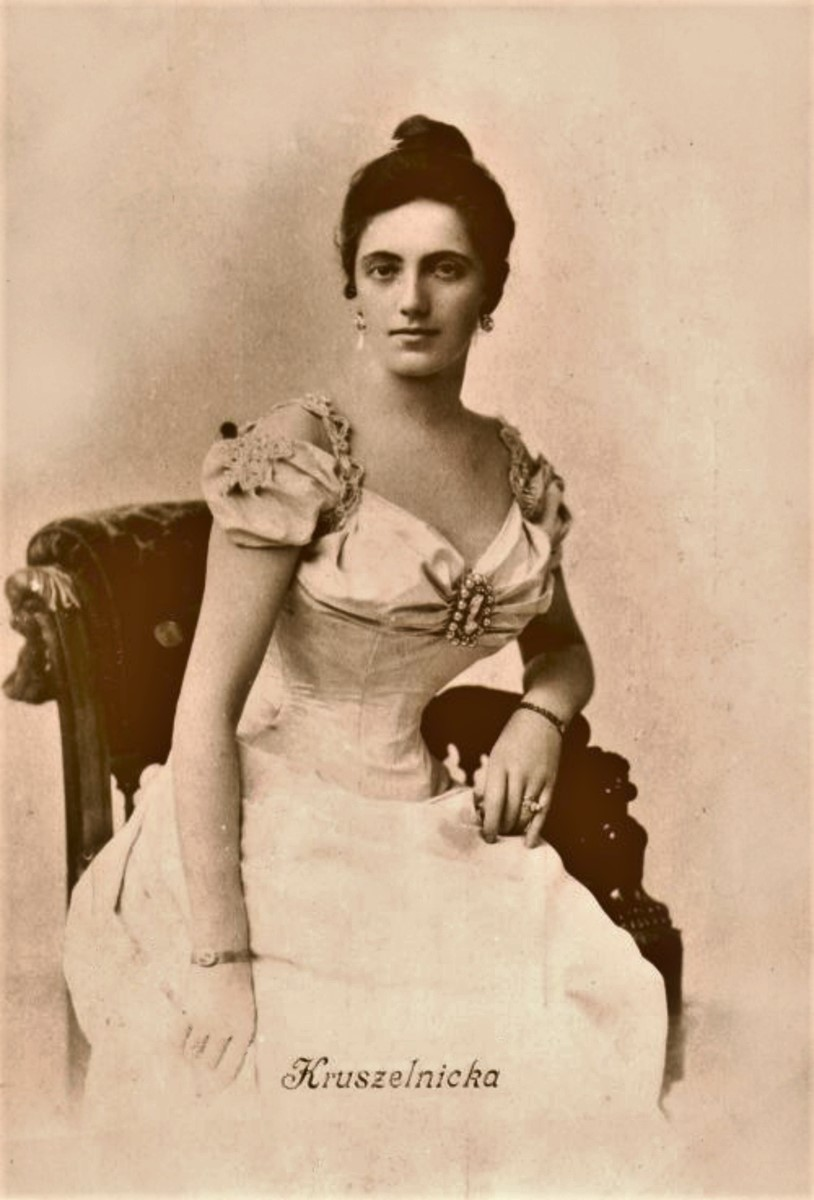
Salome Kruschelnytska

Salome Kruschelnytska (ukrainisch Соломія Амвросіївна Крушельницька, Transkription Solomija Amwrossijiwna Kruschelnyzka; * 11. Septemberjul. / 23. September 1872greg. in Biljawynzi bei Butschatsch, Österreich-Ungarn; † 16. November 1952 in Lwow) war eine ukrainische klassische Sängerin (Sopran) und Wagner-Interpretin.

## Herkunft und Ausbildung
Salome Kruschelnytska wurde als Tochter eines ukrainisch-orthodoxen Priesters geboren und zeigte bereits als Kind eine außergewöhnliche musikalische Begabung, die von den Eltern intensiv gefördert wurde. Sie absolvierte als Externe die Mittelschule in Ternopil, sang im Chor „Руська бесіда“ und studierte ab 1891 Gesang am Konservatorium der Galizischen Musikgesellschaft in Lemberg bei Walerij Wysockyi.
Sie debütierte am 15. April 1893 in der Lemberger Oper in Gaetano Donizettis La favorite. Im selben Jahr ging sie nach Mailand, um bei Fausta Crespi zu studieren.
Salome Kruschelnytska wurde nicht nur wegen ihrer außergewöhnlich schönen Stimme gerühmt, sondern auch wegen ihres Schauspieltalents sowie wegen ihrer Schönheit und ganz speziell wegen ihrer charakterlichen Vorzüge.

## Engagements und Auftritte in Auswahl
Nach Auftritten in Lemberg, Krakau und Odessa (u. a. in der Saison 1895/1896) sang Salome Kruschelnytska an vielen großen Bühnen Europas, z. B.
- 1895 debütierte sie in Italien in Cremona in Manon Lescaut
- 1898 bis 1902 Primadonna an der Warschauer Oper
- 1902 war sie an der Pariser Oper engagiert und
- 1903 in Neapel
- 1904 sang sie die Titelrolle von Giacomo Puccinis Madama Butterfly in Brescia
- 1906 im Teatro Regio di Torino unter Leitung von Arturo Toscanini
- 1906–1909 an der Scala in Mailand, wo sie viele Male mit Enrico Caruso auftrat
- 1904–1913 Gastspiele u. a. in Ägypten, Spanien, Portugal und Brasilien
- 1915 in der Oper Fedra von Ildebrando Pizzetti bei der Uraufführung an der Mailänder Scala
- 1920 in Neapel in Loreley von Alfredo Catalani

## Wagner-Interpretin
1895 eignete sie sich in Wien unter Anleitung von Joseph Gänsbacher ein Repertoire aus den Opern Richard Wagners an. Zunächst sang sie die Partie der Elsa aus Lohengrin, später dann die Rollen der Elisabeth aus dem Tannhäuser, die der Brünnhilde und Isolde an den Opernhäusern in Paris, Santiago, Parma, Neapel, Mailand, Buenos Aires und anderen Städten. Experten galt sie als bedeutendste Wagnersängerin ihrer Zeit. Ihr letzter Wagner-Auftritt fand 1920 in Lohengrin in Neapel statt.

## Solosängerin
Salome Kruschelnytska siedelte nach Italien um und heiratete 1910 den Anwalt Marquis Cesare Riccione, der zweimal zum Bürgermeister der Stadt Viareggio gewählt wurde. 1920, als weltbekannte Opernsängerin, brach sie unerwartet für die Fachwelt ihre Opernauftritte ab und widmete sich ausschließlich Solodarbietungen mit Werken verschiedener musikalischer Epochen. Sie sang in acht Sprachen, darunter insbesondere Werke ukrainischer Komponisten und ukrainische Volkslieder. 1929 gab sie in Rom ihr letztes öffentliches Konzert.

## Die letzten Jahre
Ihr Ehemann starb 1938. Kruschelnytska, die sich im August 1939 auf einem Urlaub in dem Karpatendorf Dubyna befand, durfte bei Ausbruch des Zweiten Weltkriegs als italienische Staatsbürgerin die Sowjetunion nicht verlassen und musste in Lemberg bleiben. Ihr dortiges, 1903 erworbenes repräsentatives Haus in der Kraschewskohostr. 23 wurde verstaatlicht; sie musste ihre großzügige Wohnung im ersten Obergeschoss räumen und zog zusammen mit ihrer Schwester Hanna in zwei Räume im zweiten Obergeschoss des Hauses. Während der deutschen Besetzung der Sowjetunion blieb sie weiter in Lemberg.
Nach der sowjetischen Rückeroberung Lembergs wurde sie 1944 als Professorin für Gesang an das Konservatorium der Stadt berufen. Speziell ihre Laut- und Atemtechnik war berühmt. Bereits 1946 wurde sie jedoch Opfer der stalinistischen Säuberungen und wurde entlassen. Erst nach Annahme der sowjetischen Staatsbürgerschaft 1948 durfte sie wieder am Lehrstuhl für Gesang im Lemberger Konservatorium arbeiten, wo sie am 27. September 1952 zur Professorin berufen wurde, bereits am 16. November desselben Jahres starb sie. Ihr Haus und ihr Besitz in Viareggio waren ohne ihre Zustimmung an Mitarbeiter der sowjetischen Botschaft in Italien verkauft worden. Sie wurde auf dem Lytschakiwski-Friedhof bestattet, wenige Meter entfernt von dem Grab Iwan Frankos, der seinerzeit großen Einfluss auf die Entwicklung ihrer Persönlichkeit hatte.

## Ehrungen und Auszeichnungen in Auswahl
Der strenge und gefürchtete Dirigent Arturo Toscanini war von ihr ebenso begeistert wie der Komponist Richard Strauss, der ihre Interpretation der Salome rühmte und sie einlud, die Rolle der Elektra in seiner neuen Oper zu singen (1909 in der Mailänder Scala).
- 1977 wurde eine Gedenktafel an ihrem ehemaligen Wohnhaus in Lemberg angebracht (als „verdiente Künstlerin der UdSSR“)
- 1989 wurde dort für die Sängerin ein Museum mit zahlreichen Originalgegenständen und Archiv eröffnet; Stifterin war ihre Nichte Odarka Bandriwska
- 1993 wurde die Wohnstraße in Solomiya-Kruschelnytska-Str. umbenannt
- 2000 wurde die Nationaloper Lwiw anlässlich des 100-jährigen Jubiläums nach Salome Kruschelnytska umbenannt. Dort findet jährlich das internationale Solomja Krushel’nyts’ka Festival der Operkunst statt.[4]
- Anlässlich ihres 140. Geburtstages am 23. September 2012 wurde Kruschelnytska mit einem Google Doodle geehrt.[5]